# Billy Aaron Brown
Billy Aaron Brown (* 28. Juli 1981 in Clarinda, Iowa) ist ein US-amerikanischer ehemaliger Schauspieler.

## Leben
Brown wurde am 28. Juli 1981 in Clarinda geboren. Er machte seinen Abschluss an der Clarinda High School und zog mit 18 Jahren nach Los Angeles. Ein Jahr später debütierte er als Fernsehschauspieler in der Fernsehserie Undressed – Wer mit wem?. 2001 hatte er eine Episodenrolle in der Fernsehserie Boston Public und eine Filmrolle in Ferien unter Palmen inne. Von 2002 bis 2004 stellte er in 31 Episoden der Fernsehserie Meine wilden Töchter die Rolle des Kyle dar. 2003 war er im Horrorfilm Jeepers Creepers 2 zu sehen. 2004 verkörperte er in Der große Kampf die Rolle des John Lambrix. 2007 hatte er mit der Rolle des Liam eine der Hauptrollen im Horrorfilm Headless Horseman – Der kopflose Reiter inne. Eine wiederkehrende Rolle erhielt er in späteren Jahren in der Fernsehserie Underemployed. Zuletzt war er in der Filmproduktion Limerence und in einer Episode der Fernsehserie Easy Abby als Filmschauspieler zu sehen.
Er ist Unterstützer der Huntington’s Disease Society of America und organisiert Spendenläufe in Los Angeles. Einige Mitglieder seiner Familie sind von der Huntington-Krankheit betroffen.

## Filmografie (Auswahl)
- 2000: Undressed – Wer mit wem? ((MTV's) Undressed, Fernsehserie, 5 Episoden)
- 2001: Boston Public (Fernsehserie, 2 Episoden)
- 2001: Ferien unter Palmen (Holiday in the Sun)
- 2002: So Little Time (Fernsehserie, Episode 1x18)
- 2002: First Monday (Fernsehserie, Episode 1x10)
- 2002: Getting There
- 2002: Ein Hauch von Himmel (Touched by an Angel, Fernsehserie, Episode 1x18)
- 2002–2004: Meine wilden Töchter (8 Simple Rules for Dating My Teenage Daughter, Fernsehserie, 31 Episoden)
- 2003: Jeepers Creepers 2
- 2004: Der große Kampf (Going to the Mat)
- 2004: Snackers (Kurzfilm)
- 2004: Die Suche nach Davids Herz (Searching for David’s Heart, Fernsehfilm)
- 2005: Navy CIS (NCIS, Fernsehserie, Episode 2x20)
- 2005: Angriff des Säbelzahntigers (Attack of the Sabretooth, Fernsehfilm)
- 2006: Deception (Kurzfilm)
- 2006: These Days
- 2007: Ghost Whisperer – Stimmen aus dem Jenseits (Ghost Whisperer, Fernsehserie, Episode 2x15)
- 2007: First Night (Kurzfilm)
- 2007: Headless Horseman – Der kopflose Reiter (Headless Horseman)
- 2008: Imaginary Bitches (Fernsehserie, Episode 1x13)
- 2009: The Strip
- 2010: Detention – Der Tod sitzt in der letzten Reihe (Detention)
- 2012: After Christmas (Kurzfilm)
- 2012: Underemployed (Fernsehserie, 2 Episoden)
- 2013: CSI: Vegas (CSI: Crime Scene Investigation, Fernsehserie, Episode 13x21)
- 2014: Chicago P.D. (Fernsehserie, Episode 1x03)
- 2014: Almost aWake (Kurzfilm)
- 2015: Mike & Molly (Fernsehserie, Episode 5x18)
- 2016: Halfway
- 2017: Limerence
- 2017: Easy Abby (Fernsehserie, Episode 2x05)